# Baltic Princess
Le Baltic Princess est un cruise-ferry appartenant à la compagnie estonienne Tallink et exploité par la compagnie finlandaise Silja Line. Construit entre 2006 et 2008 par les chantiers Aker Yards de Saint-Nazaire et d'Helsinki, il est le deuxième d'une série de trois navires jumeaux commandés par Tallink. Mis en service en juillet 2008 sur les lignes de l'armateur estonien entre l'Estonie et la Finlande, il sera transféré en 2013 au sein de la flotte de Silja Line, filiale de Tallink, qui l'exploite depuis lors sur les lignes entre la Finlande et la Suède.

## Histoire

### Origines et construction

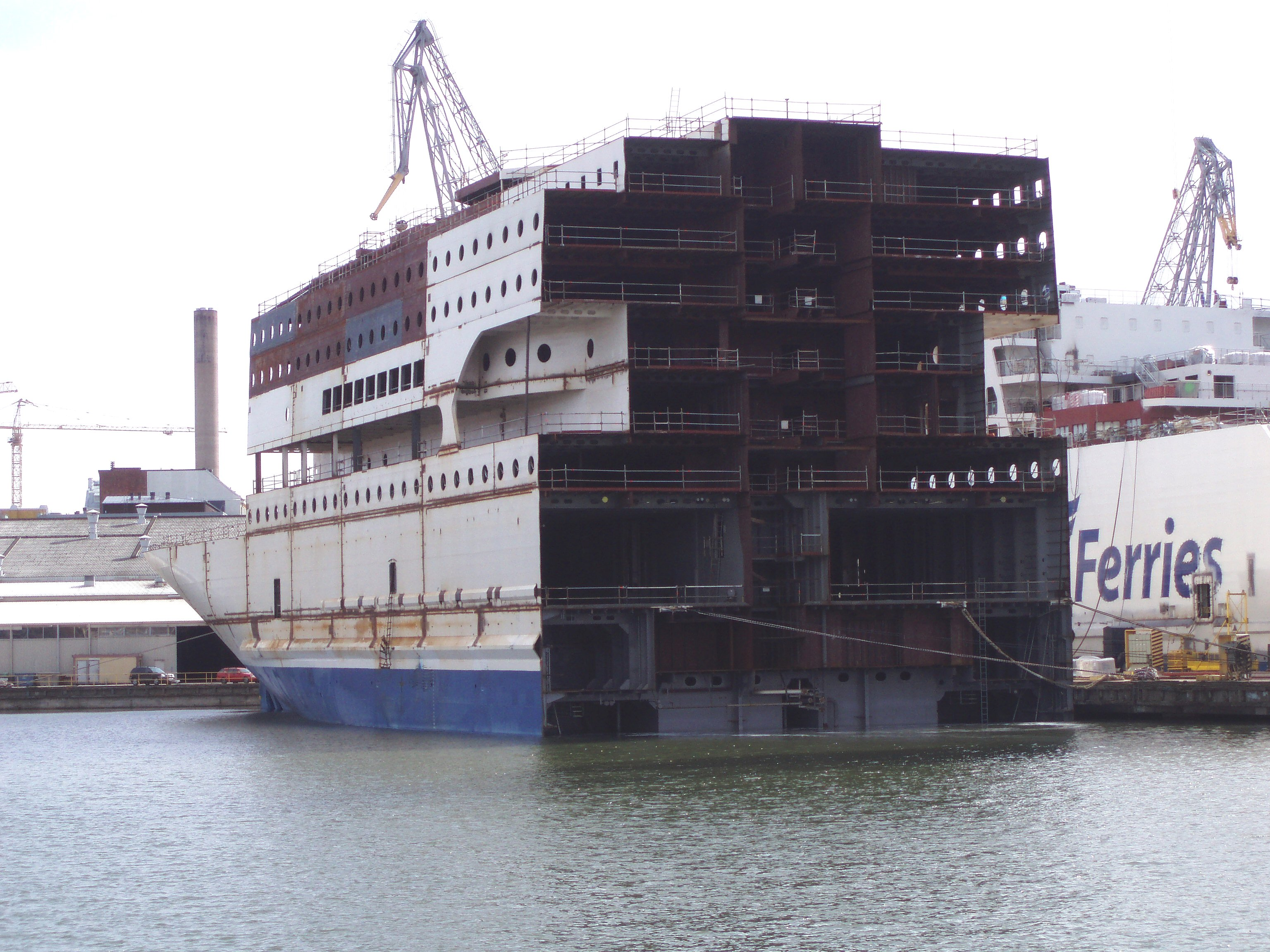
La section avant du Baltic Princess, construite à Saint-Nazaire.

Au cours des années 2000, la compagnie Tallink s'impose rapidement comme un armateur majeur en mer Baltique. Cette période de croissance a permis à l'entreprise estonienne de faire construire une première paire de navires jumeaux neufs et modernes entre 2002 et 2004, les cruise-ferries Romantika et Victoria I. Afin de poursuivre le renouvellement de sa flotte, la compagnie enchaîne les commandes de navires neufs. Trois cruise-ferries jumeaux et deux ferries rapides seront ainsi commandés entre 2004 et 2007. Tallink envisage alors d'exploiter un cruise-ferry et les deux navires rapides sur sa ligne phare entre Tallinn et Helsinki et d'augmenter considérablement la qualité de ses services pour faire face à la concurrence de l'armateur finlandais Viking Line. 
Les cruise-ferries sont conçus comme des versions améliorées des Romantika et Victoria I. Ils ont en effet une apparence très similaires bien que plus imposants avec une longueur augmentée de près de 20 mètres et un pont supplémentaire, mais aussi une capacité drastiquement augmentée avec 2 800 passagers et 600 véhicules. Leurs aménagements intérieurs ont une organisation semblable à celle de la précédente paire et dispose d'une qualité identique avec plus de 900 cabines dont des suites avec balcon, tout un pont dédié aux boutiques hors taxes, plusieurs bars et restaurants ainsi que des salles de conférences et un centre de bien-être. 
Commandé le 19 décembre 2005 au constructeur finlandais Aker Yards, la réalisation du deuxième cruise-ferry, baptisé Baltic Princess, est confiée au site d'Helsinki mais aussi de Saint-Nazaire qui s'occupe alors de la partie avant du navire. La construction de celle-ci débute en France le 14 novembre 2006. Mise à l'eau en avril 2007, elle est remorquée jusqu'au chantier d'Helsinki où la construction se poursuit à compter du 22 septembre. Lancé le 6 mars 2008, le navire réalise ses essais en mer du 12 au 15 juin avant d'être livré à Tallink le 10 juillet. 

### Service

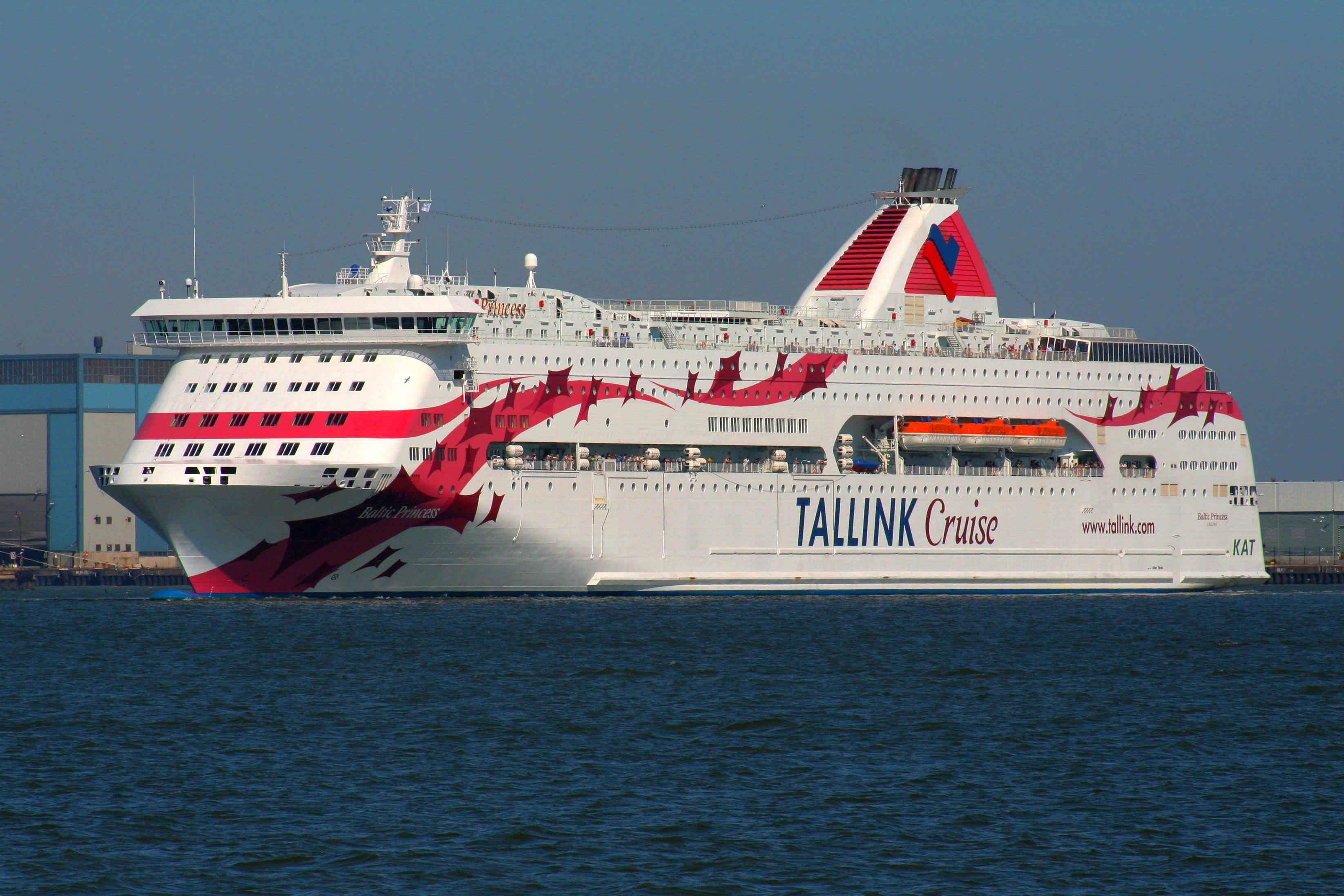
Le Baltic Princess au début de sa carrière sous les couleurs de Tallink.

Le Baltic Princess commence son exploitation commerciale le 15 juillet 2008 entre Tallinn et Helsinki. Il remplace sur cette ligne son sister-ship le Galaxy qui est transféré dans la flotte de Silja Line. 
Le 31 octobre, alors qu'il est stationné à Helsinki, le navire est heurté par le Superfast VII qui a raté sa manœuvre d'accostage en raison du mauvais temps. Les dégâts se révèleront cependant limités. 
Fin 2012, Tallink prend la décision de transférer le Silja Europa, exploité jusqu'alors par sa filiale finlandaise Silja Line, entre Tallinn et Helsinki sous ses propres couleurs. En conséquence, il est décidé que le Baltic Princess sera transféré sous les couleurs de Silja Line pour naviguer entre la Finlande et la Suède sur la ligne Turku - Mariehamn - Stockholm de concert avec son jumeau le Galaxy. 

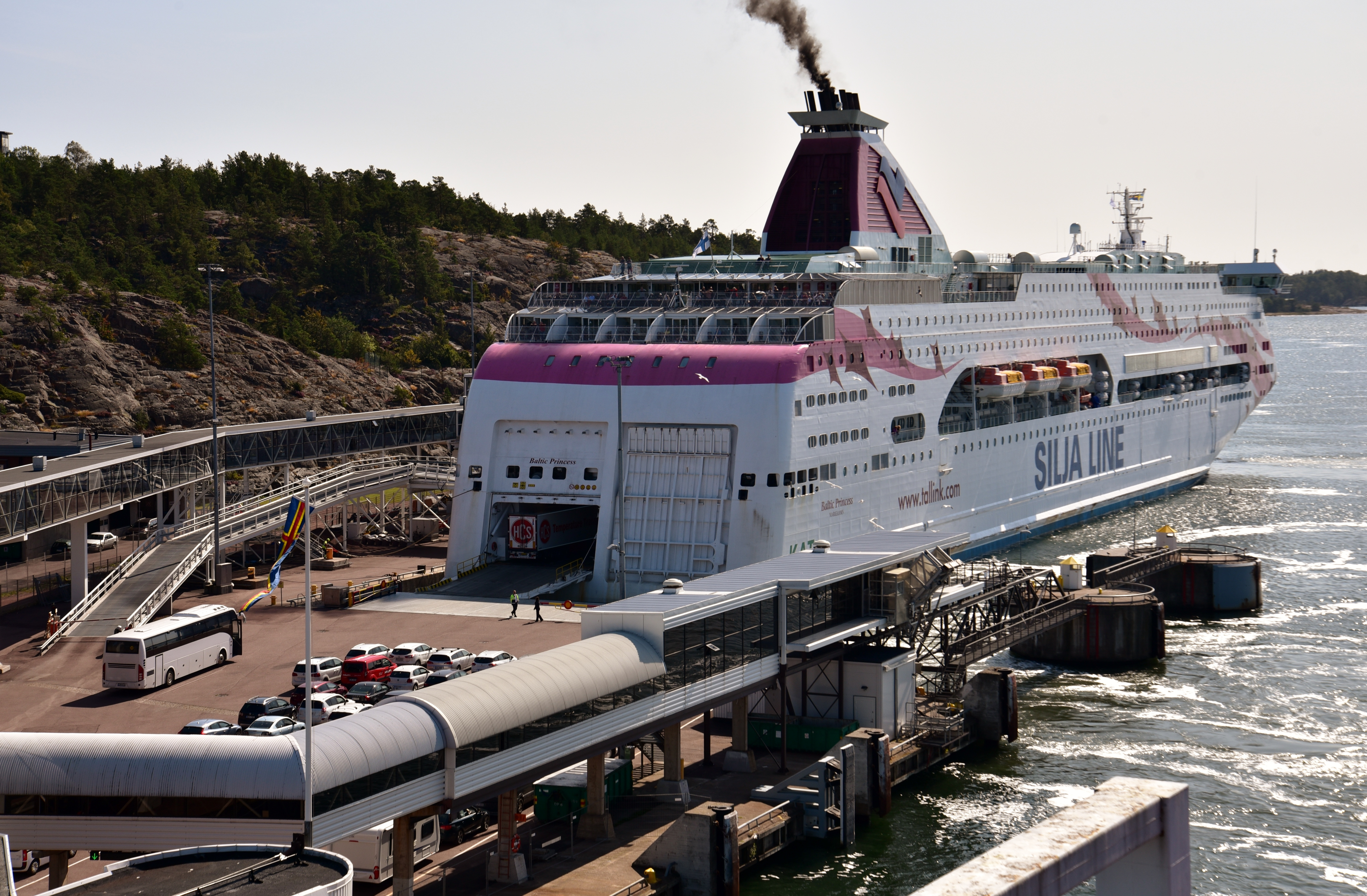
Le Baltic Princess à Mariehamn en 2019.

Au cours de son arrêt technique effectué à Naantali du 22 janvier au 1er février 2013, le navire est préparé pour sa nouvelle affectation. La marque Tallink sur ses flancs est remplacée par celle de Silja Line. Les logos de la compagnie estonienne sont toutefois conservés sur la cheminée. Il est également enregistré sous pavillon finlandais le 23 janvier, peu après son arrivée au chantier. Le Baltic Princess entame ensuite son service pour Silja Line le 1er février entre Turku, Mariehamn et Stockholm.
Le 24 février 2016, il est victime d'une avarie au niveau de ses moteurs nécessitant son immobilisation pour réparations jusqu'au 3 mars.
Dans la nuit du 27 au 28 mai 2017, le navire est spécialement affrété pour servir d'hôtel flottant à Stockholm afin de loger les personnes venant assister à la course hippique Elitloppet. Il sera de nouveau utilisé dans ce cadre du 24 au 27 mai 2019.
Le 24 avril 2019, le Baltic Princess est victime d'une panne électrique rendant indisponible deux de ses quatre moteurs alors qu'il effectue une traversée entre Stockholm, Mariehamn et Turku. Le navire parvient toutefois à rejoindre Turku à faible vitesse mais l'étendue des dégâts entraine l'annulation de sa traversée vers Stockholm. 
En 2020, malgré la crise sanitaire provoquée par la pandémie de Covid-19, les traversées entre Turku, Mariehamn et Stockholm assurées par le Baltic Princess et le Galaxy sont maintenues, contrairement à la plupart des lignes de la mer Baltique. 

## Aménagements
Le Baltic Princess possède 12 ponts. Les locaux passagers se situent sur la totalité des ponts 5 à 9 ainsi que sur une partie des ponts 10 et 2. Ceux de l'équipage occupent principalement le pont 10. Les ponts 3 et 4 sont pour leur part consacrés aux garages.

### Locaux communs
Le Baltic Princess est équipé d'un grand nombre d'installations d'une qualité semblable à celles d'un navire de croisières. Situées en grande majorité sur les ponts 6 et 7, elles comptent notamment trois restaurants à la carte, un buffet spécialités scandinaves, une cafétéria, cinq bars, et des espaces commerciaux très développés.
Les installations du cruise-ferry sont organisés de la manière suivantes :
- Starlight Palace : vaste bar-spectacle sur deux niveaux situé sur les ponts 6 et 7 à l'arrière du navire. Il dispose d'une piste de danse et peut accueillir plus de 1 000 personnes ;
- Iskelmä Bar : bar à l'ambiance plus intimiste situé au pont 6 à l'avant du navire ;
- Sea Pub : pub traditionnel estonien situé au centre du navire sur le pont 7 ;
- Piano Bar : piano-bar situé au milieu arrière du pont 7 ;
- The Club : bar-discothèque situé à l'arrière sur le pont 10 ;
- Grand Buffet : restaurant buffet situé au pont 7 à l'avant du navire ;
- Happy Lobster : restaurant à la carte situé proposant des menus à base de la pêche du jour au milieu avant du pont 7 ;
- Tavolàta Ristorante Italiano : restaurant à la carte proposant une cuisine d'inspiration italienne situé au centre avant du pont 7 ;
- Grill House : restaurant grill situé au milieu du navire du côté tribord sur le pont 7 ;
- Fast Lane : cafétéria ouverte 24 heures sur 24 située sur le pont 6 vers l'avant du navire ;

En plus de ces installations, le Baltic Princess dispose d'une vaste galerie marchande sur le pont 6 composée d'un supermarché hors-taxe, d'une parfumerie et d'une boutique de vêtements. À l'avant du pont 5 se trouve un centre de conférences. Une piscine intérieure et un sauna situés au pont 2 sous les garages sont également à la disposition des passagers.

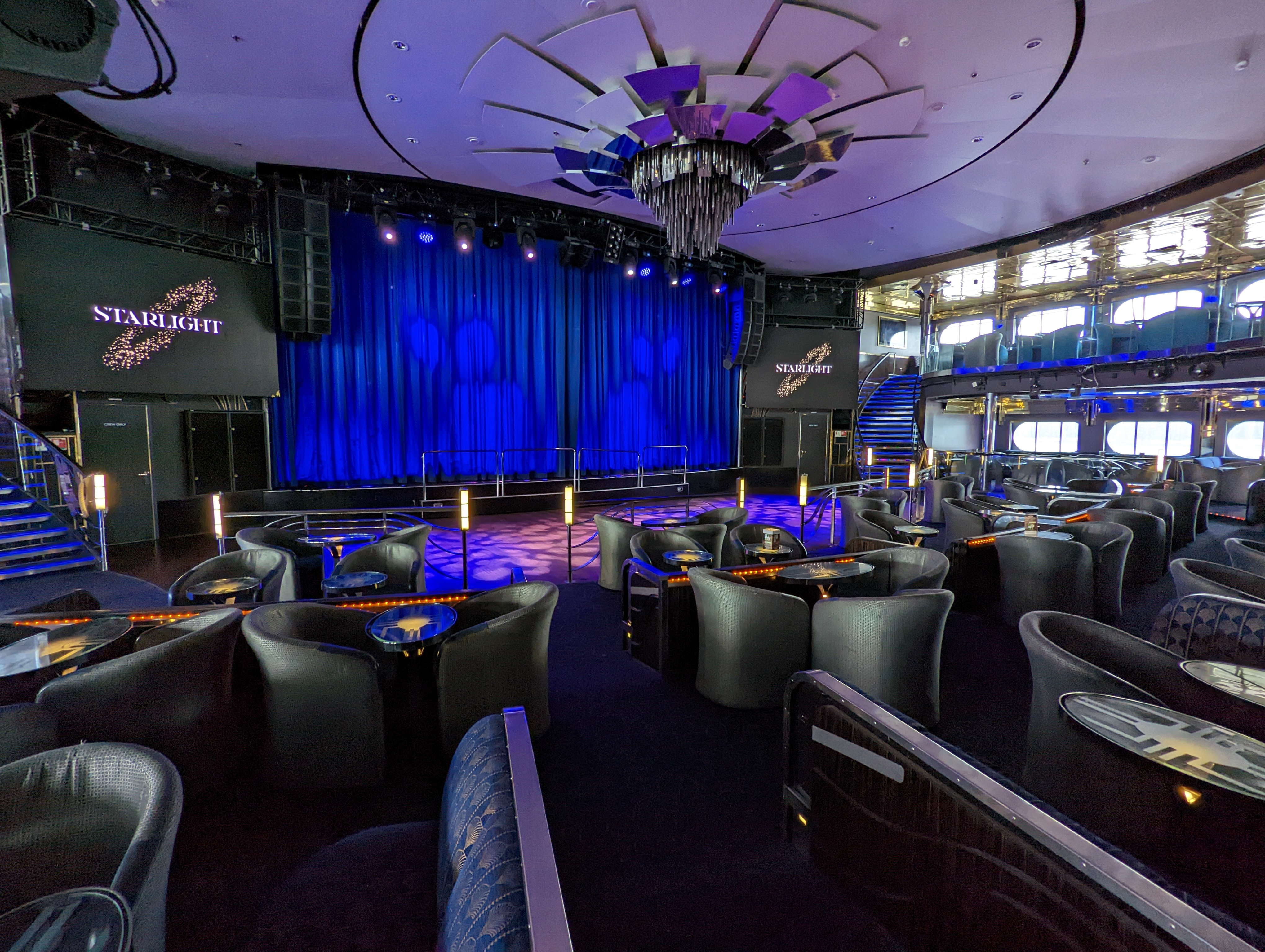
Bar-spectacle Starlight
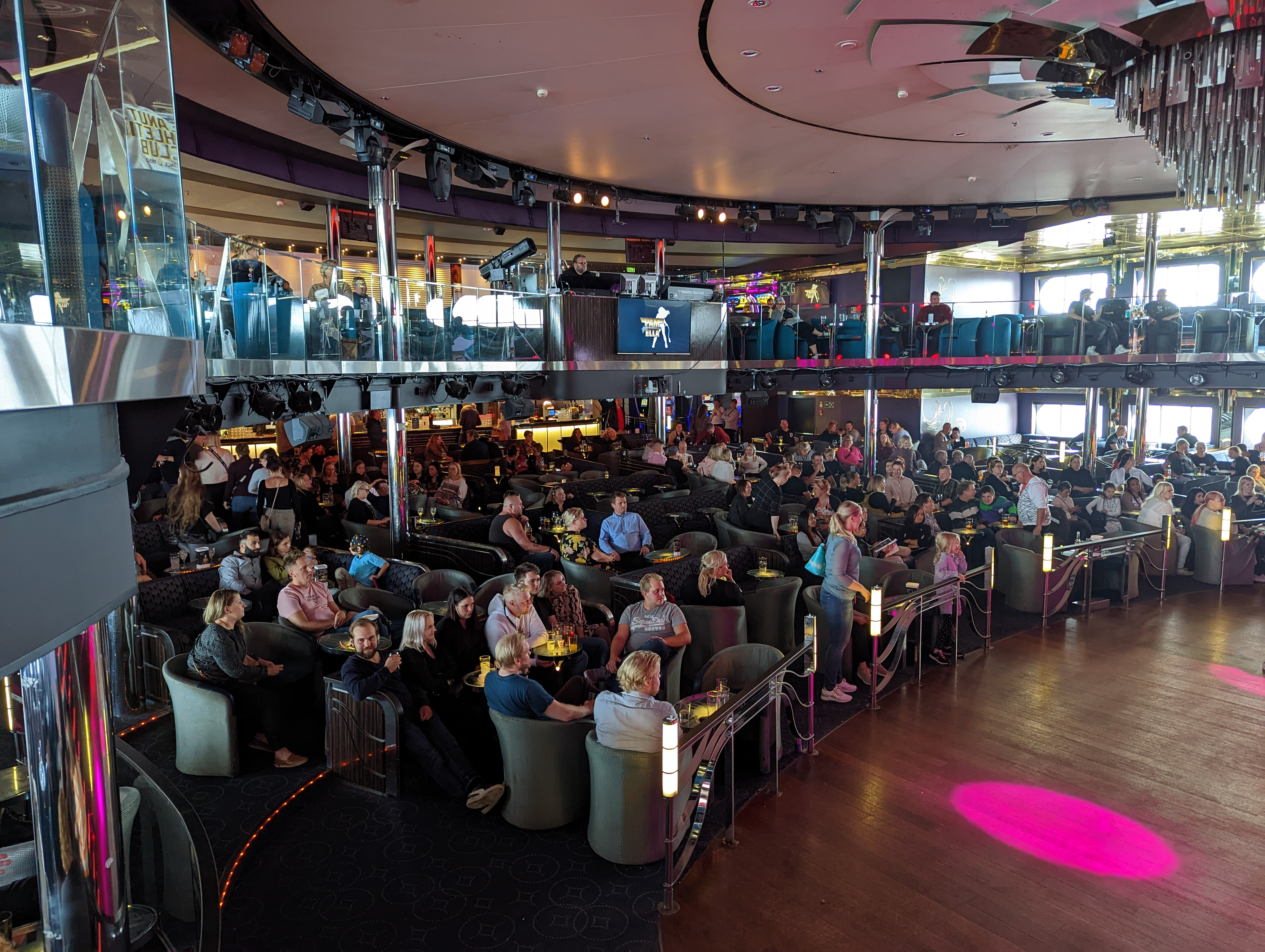
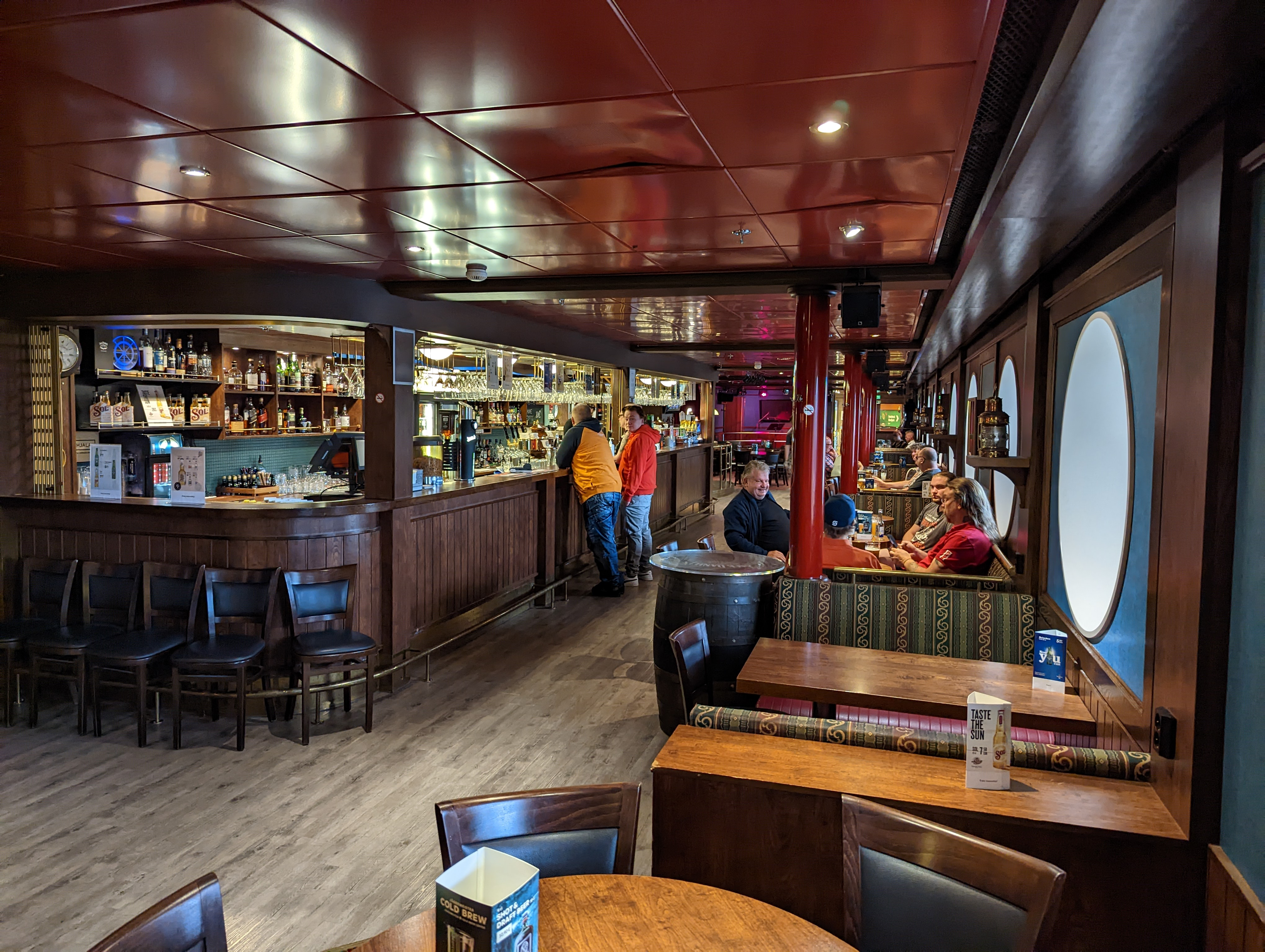
Bar Sea Pub sur le pont 7
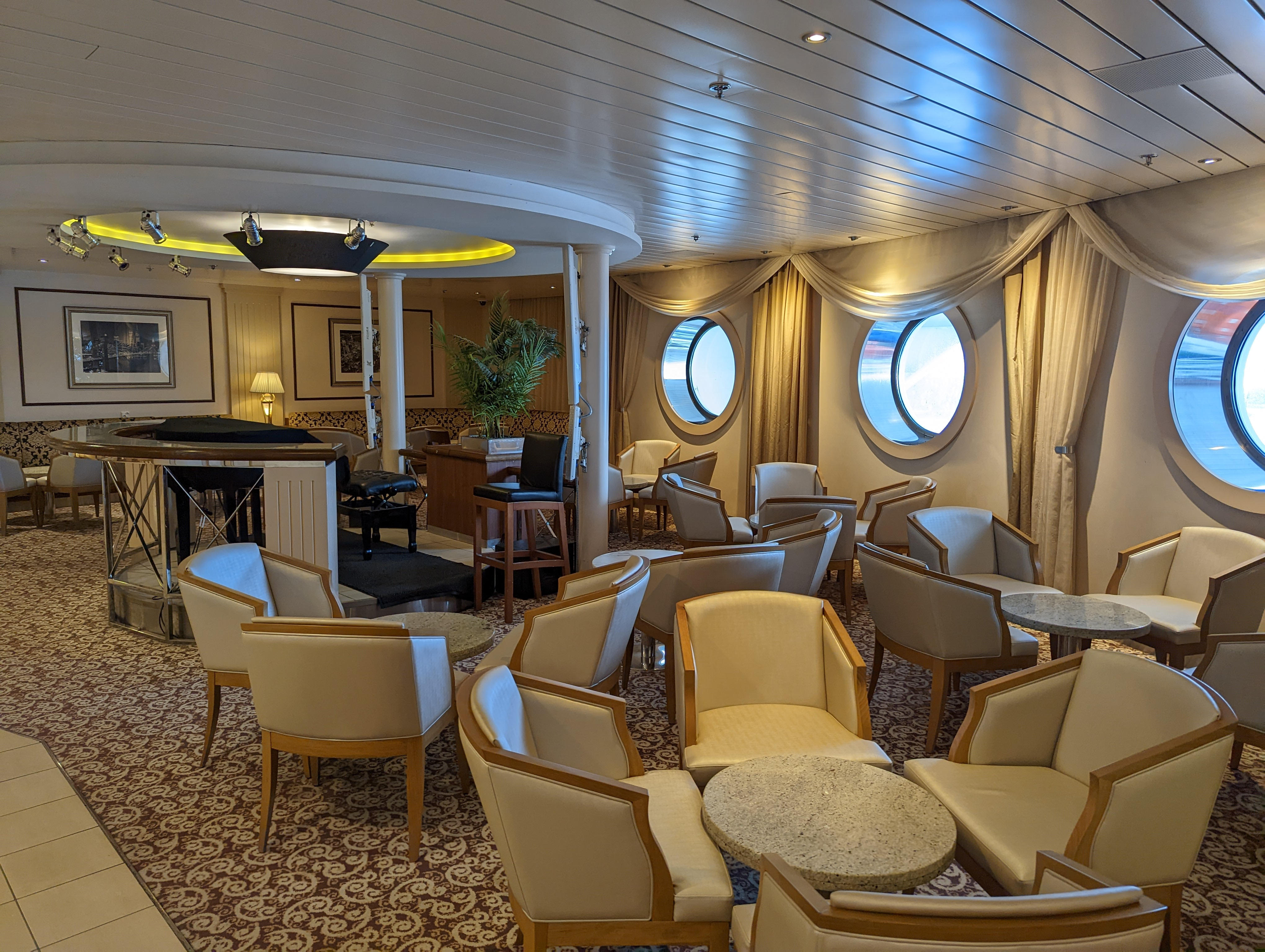
Piano-bar à l'arrière du pont 7
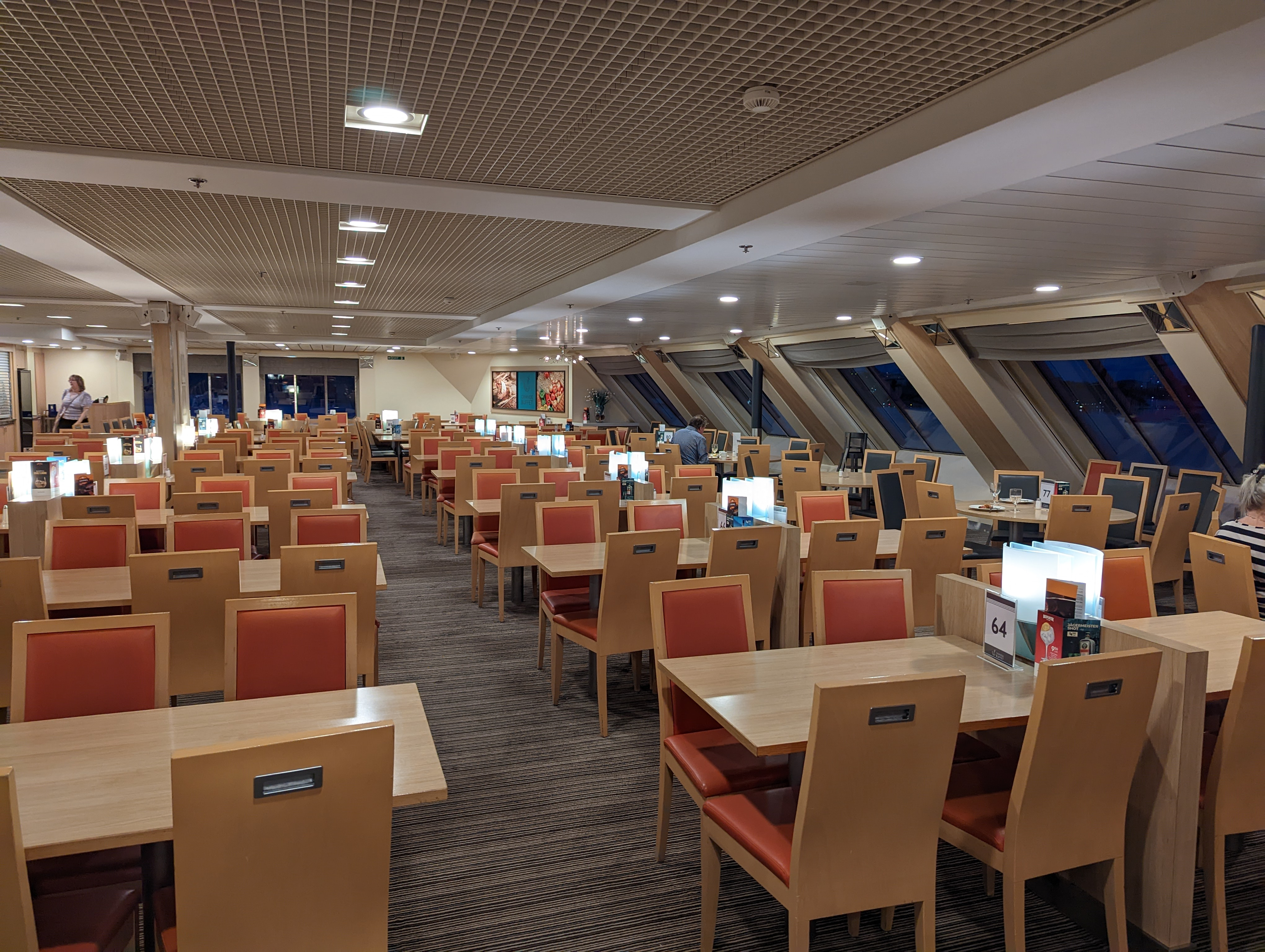
Buffet Grande Buffet sur le pont 7 avant
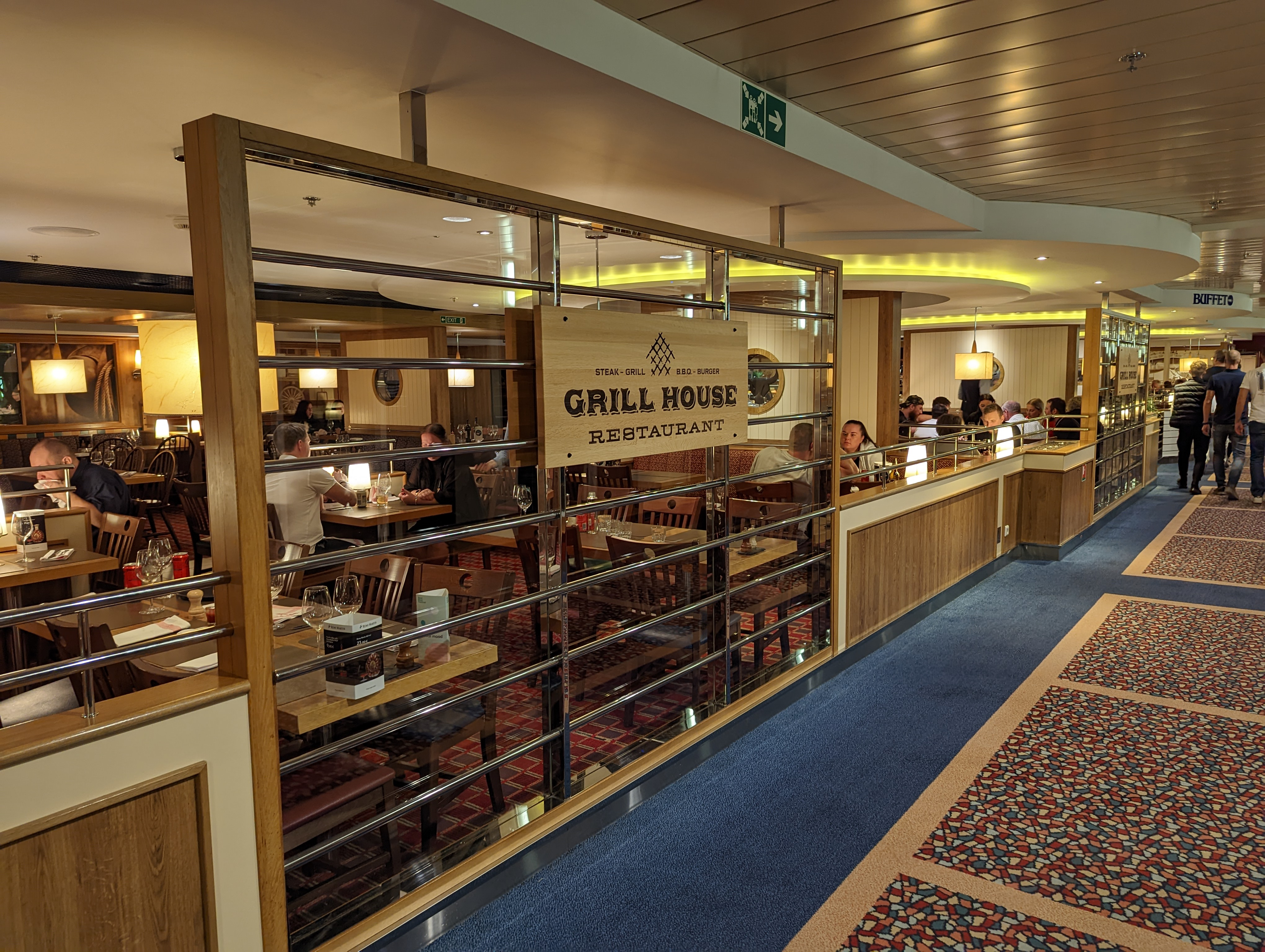
Restaurant Grill House sur le pont 7
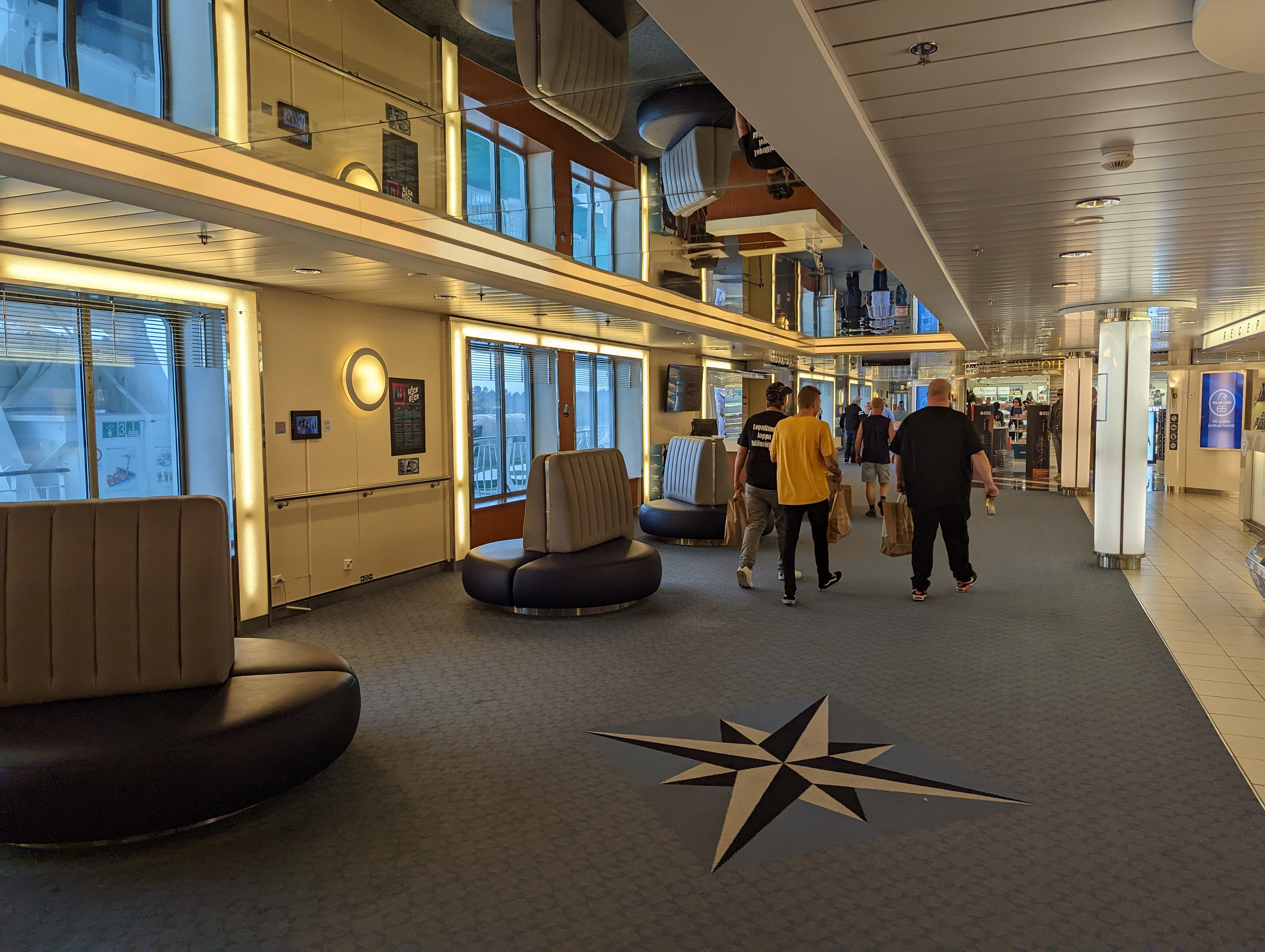
Point informations

### Cabines
Le Baltic Princess possède 927 cabines situées sur les ponts 5, 8 et 9. Les cabines standards, internes ou externes, sont équipées de deux à quatre couchettes ainsi que de la télévision et de sanitaires comprenant douche, WC et lavabo. Certaines d'entre elles disposent d'un grand lit à deux places. Le navire propose également des suites, dont six avec balcon. Des cabines accessibles aux personnes à mobilité réduite ou aux animaux sont également présentes.

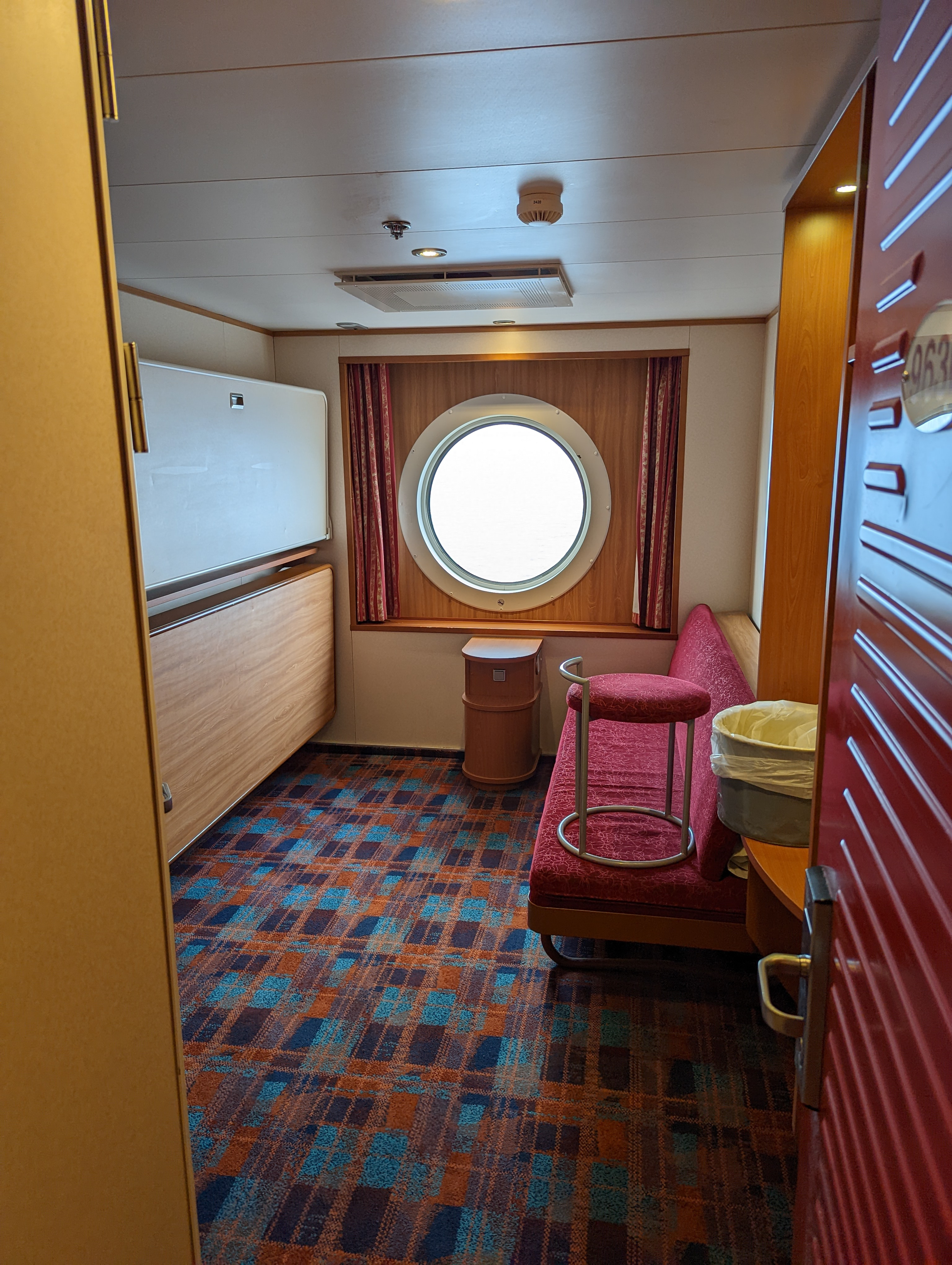
Cabine extérieure pouvant accueillir trois personnes
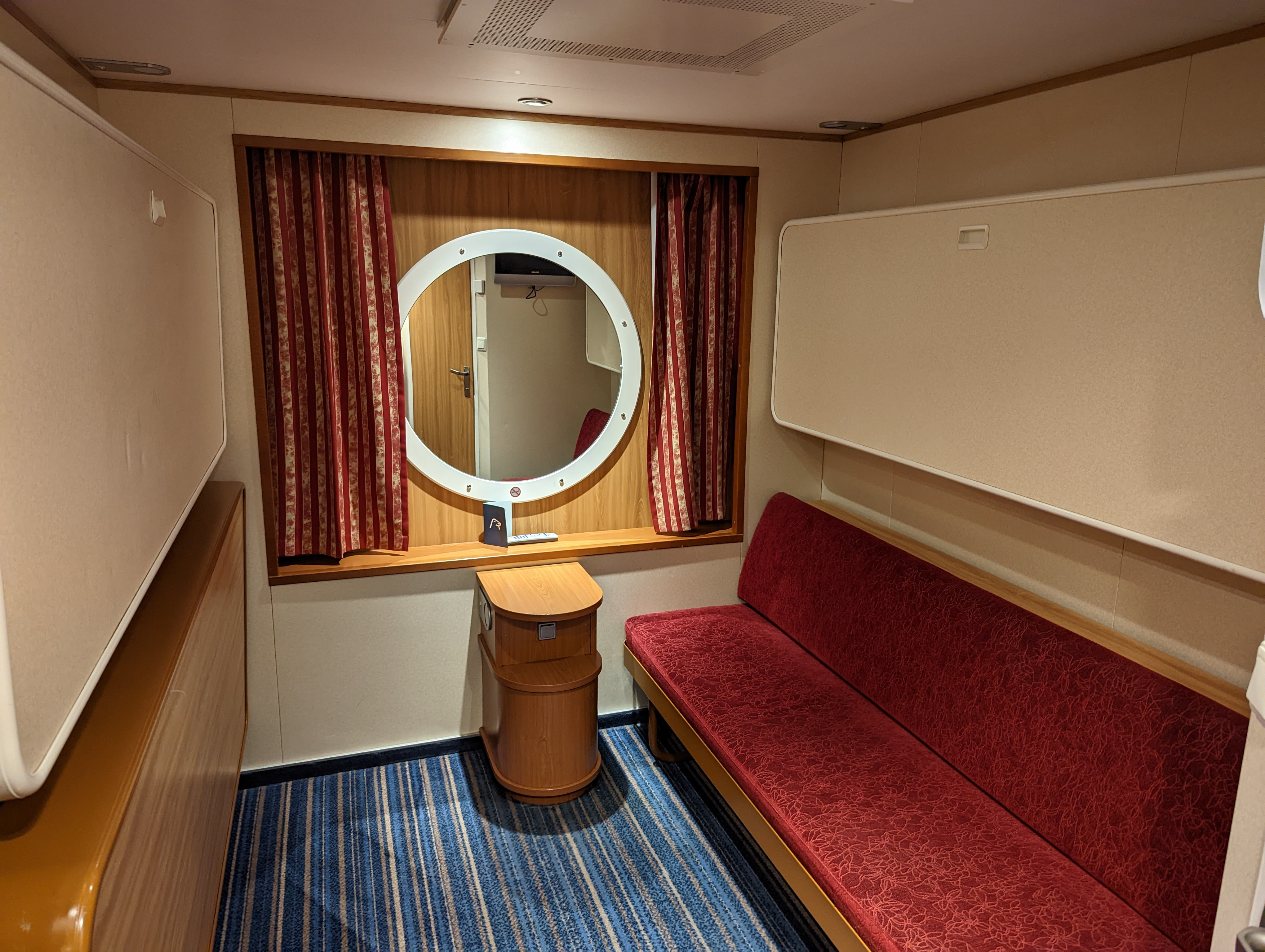
Cabine intérieure standard à quatre couchettes
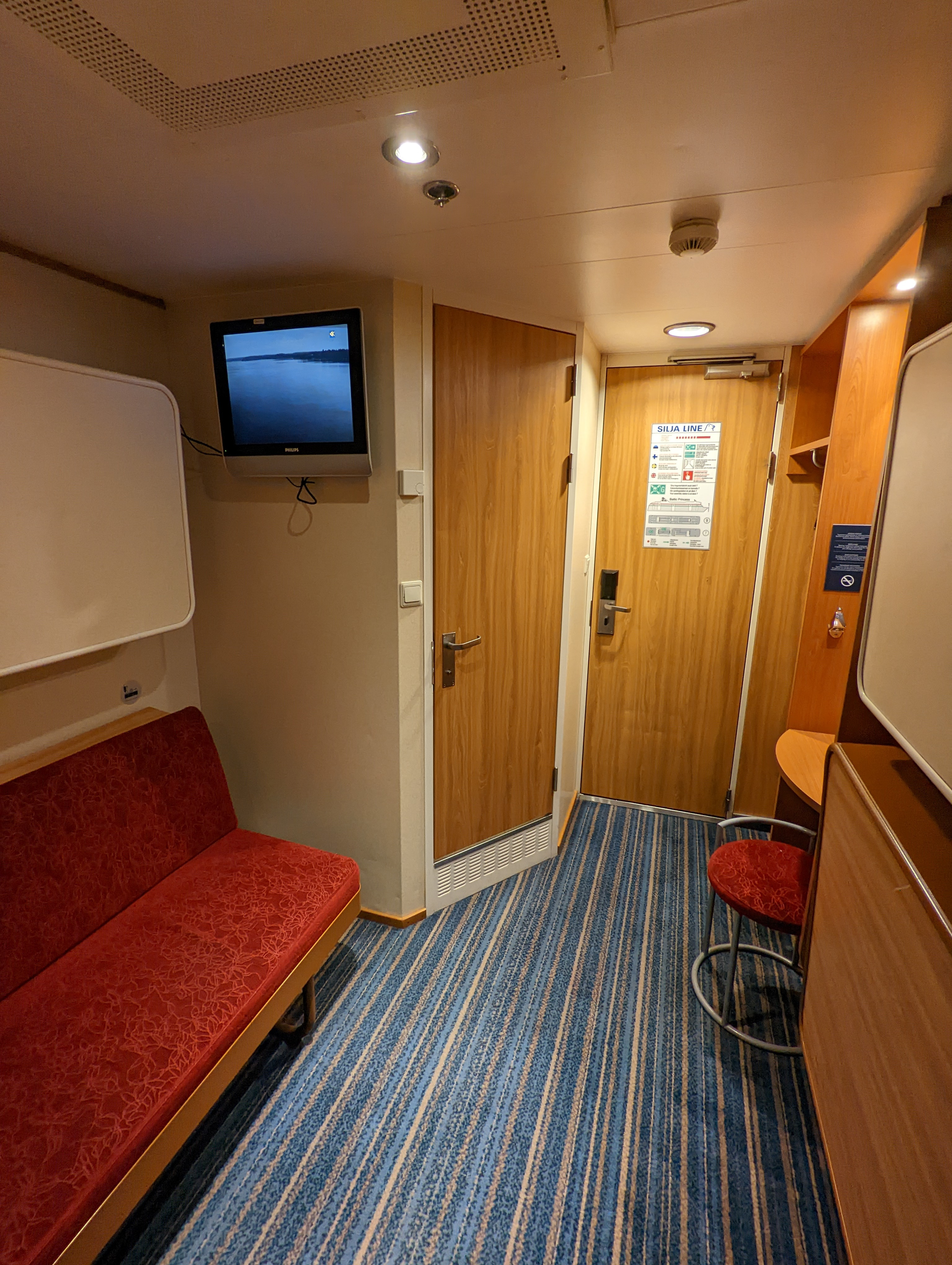
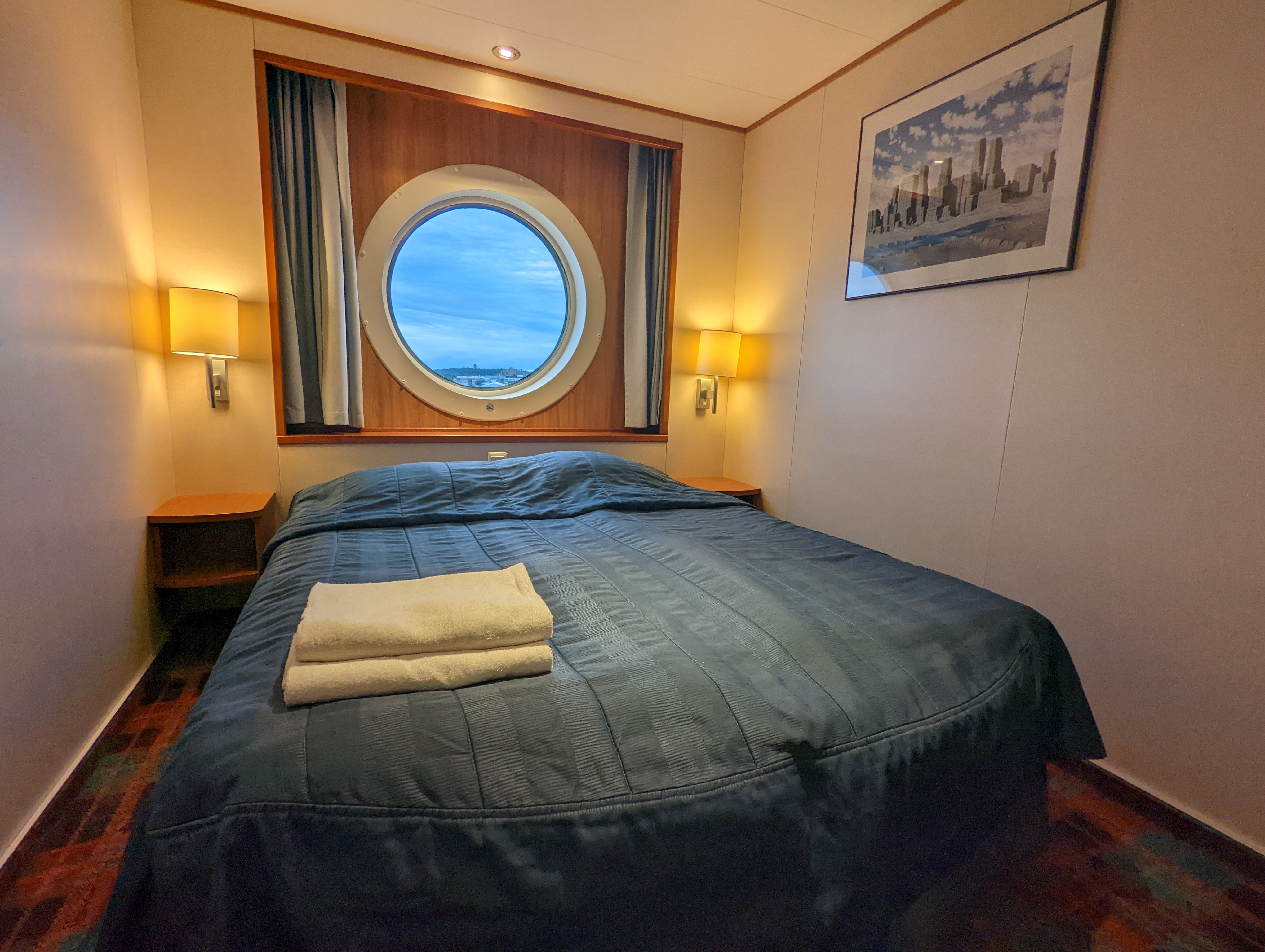
Cabine extérieure équipée d'un grand lit
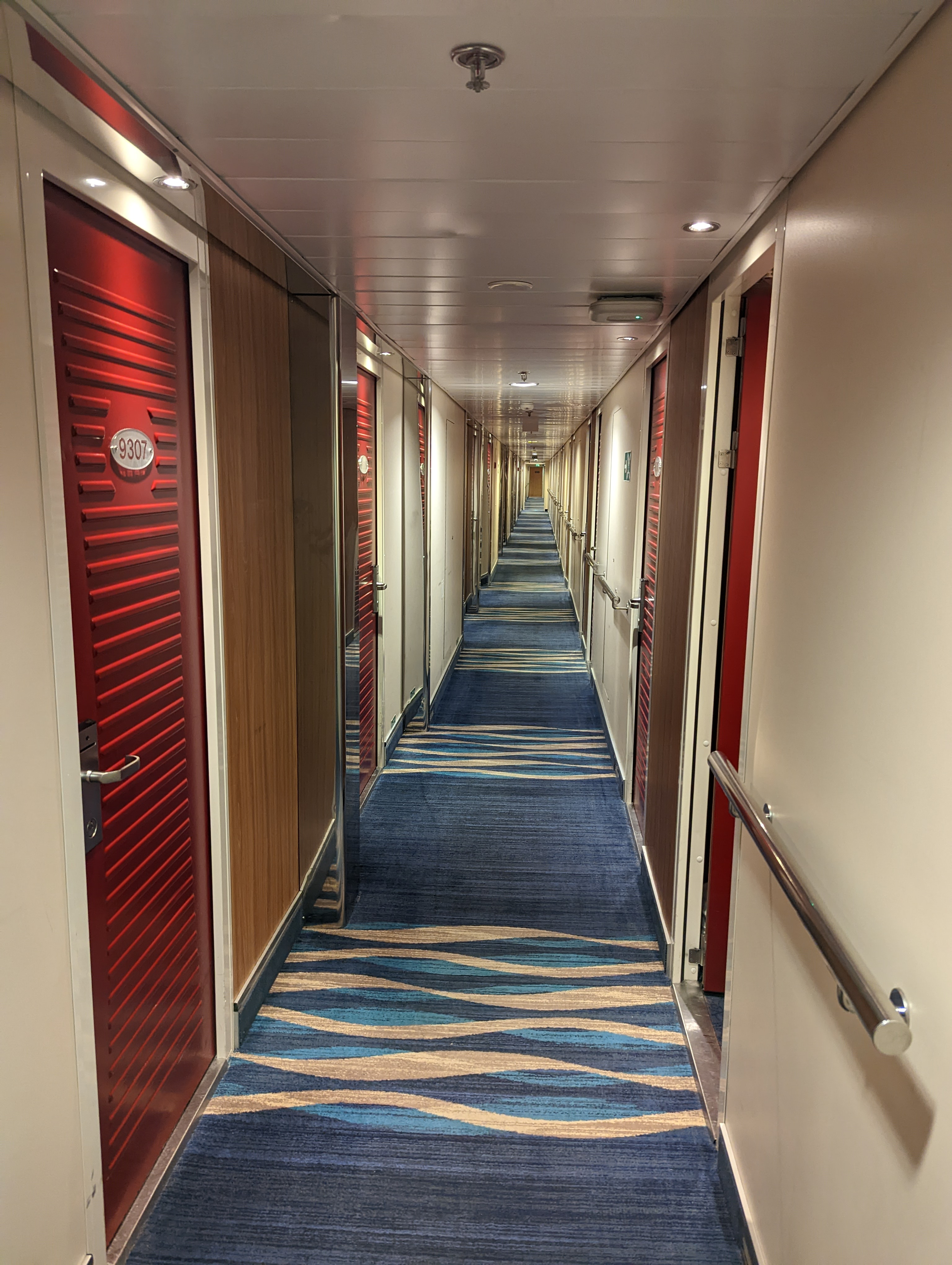
Coursives des cabines du pont 9

## Caractéristiques
Le Baltic Princess mesure 212,10 mètres de long pour 29 mètres de large et son tonnage est de 48 950 UMS. Le navire a une capacité 2 800 passagers et est pourvu d'un garage de 1 130 mètres linéaires pouvant accueillir 600 véhicules ou 75 remorques répartis sur deux niveaux. Le garage est accessible par deux portes rampes situées à l'arrière et une porte rampe avant. La propulsion est assurée par quatre moteurs diesels Wärtsilä 16V32 développant une puissance de 32 000 kW entraînant deux hélices à pas variable faisant filer le bâtiment à une vitesse de 24,5 nœuds. Le Baltic Princess possède six embarcations de sauvetage fermées de grande taille, trois sont situées de chaque côté vers l'arrière du navire. Elles sont complétées par deux canots semi-rigides. En plus de ces principaux dispositifs, le navire dispose de plusieurs radeaux de sauvetage à coffre s'ouvrant automatiquement au contact de l'eau. Le navire est doté de deux propulseurs d'étrave facilitant les manœuvres d'accostage et d'appareillage ainsi que des stabilisateurs anti-roulis. Il est également équipé d'une coque brise-glace classée 1 A Super.

## Lignes desservies
De 2008 à 2013, le Baltic Princess effectuait la traversée entre l'Estonie et la Finlande sur la ligne Tallinn - Helsinki pour le compte de Tallink. Le navire réalisait des voyages à faible vitesse afin de permettre aux passagers de profiter des prestations offertes à bord.
Depuis 2013, le Baltic Princess est affecté entre la Finlande et la Suède sur la ligne Turku - Stockholm en traversée de nuit mais aussi de jour. À chaque traversée, une escale est effectuée à Mariehamn ou à Långnäs dans la province autonome d'Åland afin de permettre entre autres aux passagers de bénéficier de tarifs détaxés dans les boutiques du bord.